# Johan de Kleer
Johan de Kleer ist ein niederländisch-kanadischer Informatiker.
Johan de Kleer studierte Mathematik und Informatik an der University of British Columbia mit dem Bachelor-Abschluss und Informatik am Massachusetts Institute of Technology mit dem Master-Abschluss und der Promotion 1979 bei Gerald Sussman (Causal and teleological reasoning in circuit recognition). Er ist PARC Research Fellow bei Xerox PARC, wo er die Gruppe Model Based Reasoning (MBR) leitet. Von ihm initiierte Forschungsgebiete sind Qualitative Reasoning, Assumption-based Truth Maintenance System (ATMS) und Model-Based Diagnosis.
1987 erhielt er den IJCAI Computers and Thought Award. Er ist Fellow der Association for Computing Machinery und der AAAI.

## Schriften
- mit J. S. Brown: A qualitative physics based on confluences, Artificial intelligence, Band 24, 1984, S. 7–83
- An assumption-based TMS, Artificial intelligence, Band 28, 1986, S. 127–162
- mit B. C. Williams: Diagnosing multiple faults, Artificial intelligence, Band 32, 1987, S. 97–130
- mit A. K. Mackworth, Ray Reiter: Characterizing diagnoses and systems, Artificial intelligence, Band 56, 1992, S. 197–222
- mit Kenneth D. Forbus: Building problem solvers, MIT Press 1993
- mit Daniel S. Weld: Readings in qualitative reasoning about physical systems, Morgan Kaufmann 2013
- mit Walter Hamscher, Luca Console: Readings in model based diagnosis, Morgan Kaufmann 1992